# 7,7 cm fältkanon FK 96
7,7 cm fältkanon FK 96 var en 7,7 centimeter fältkanon, i bruk i den tyska armen från 1896.
Under 1890-talet bad tyska försvarsmakten Krupp att ta fram en modern fältkanon för bruk i den tyska armén. Man valde kalibern 77 millimeter för att erövrade franska kanoner med 75 millimeters kaliber och ryska med 76 millimeters kaliber skulle kunna borras upp för att använda tysk ammunition, medan erövrade tyska kanoner däremot inte skulle kunna borras upp av fienden. För att spara resurser konstruerades den så att lavetten från den äldre preussiska fältkanonen skulle kunna återbrukas för den nya kanonen. 7,7 cm fältkanon FK 96 var standardfältkanon i det tyska försvaret under början av 1900-talet. Med utbrottet av första världskriget upptäcktes dock att räckvidden var för dålig i förhållande till motståndarsidans kanoner. En ny ammunition infördes, varför ett nytt eldrör togs fram, och 1916 ersattes den av 7,7 cm fältkanon FK 16. I Tyskland där man efter krigsslutet fick ett betydligt minska armé och stora delar av kanonerna överlämnades till vinnarna av första världskriget som krigsskadestånd kom endast ett fåtal pjäser att bli kvar som utbildningsmaterial.